# Свети-Николе (община)
Свети-Николе (макед. Општина Свети-Николе) — община в Северной Македонии. Расположена в центральной части страны. Население составляет 18 497 человека (2002 год).
Административный центр — город Свети-Николе.
Площадь территории общины 482,89 км².
Этническая структура населения в общине по переписи 2002 года:
- македонцы — 18,005 (97,3%);
- влахи — 238 (1,3%);
- остальные — 254 (1,4%)